# Jean-Jacques Bouya
Jean-Jacques Bouya (geb. 24. Mai 1962, Mouembé, Departement Cuvette, Kongo-Brazzaville) ist ein Politiker in der Republik Kongo. Er ist Ministre de l’Aménagement du territoire, des infrastructures et de l’entretien routier (Minister für Regionalplanung, Infrastruktur und Straßeninstandhaltung) seit September 2012 und Abgeordneter für Tchikapika seit September 2012.
Als ausgebildeter Pilot flog er von 1989 bis 1992 die Boeing 727 von Präsident Denis Sassou-Nguesso und flog für die Fluggesellschaft Lina Congo.
Er war außerdem Verkehrsberater (conseiller aux Transports) von Denis Sassou-Nguesso (1997–2012), Generaldelegierter für Großbauarbeiten (délégué général aux Grands Travaux, 2003–2012) und Koordinator für Regierungsarbeiten (coordonnateur des travaux du gouvernement, 2011–2012).

## Leben

### Jugend und Ausbildung
Jean-Jacques Bouya wurde am 24. Mai 1962 in Mouembé, im Distrikt Tchikapika des Departements Cuvette, geboren. Er gehört zur Ethnie der Mboschi und ist der Cousin von Präsident Denis Sassou-Nguesso.
Von 1987 bis 1989 erhielt er eine Ausbildung zum Piloten in Frankreich und den Vereinigten Staaten (in Miami, Florida).

### Pilot
Zurück im Kongo war er von 1989 bis 1992 Pilot der persönlichen Boeing 727 von Denis Sassou-Nguesso. Als dieser 1992 bei den Präsidentschaftswahlen gegen Pascal Lissouba unterlag, wechselte Bouya zur nationalen Fluggesellschaft Lina-Congo, wo er lange Zeit eine Fokker F28 flog.

### Karriere
1997, als Denis Sassou-Nguesso an die Macht zurückkehrte, wurde er zum Verkehrsberater des Präsidenten ernannt. Im Jahr 2003 wurde er zudem Generaldelegierten für Großprojekte und leitete damit „alle grundlegenden Infrastrukturbauprojekte, deren Finanzierungskosten 500 Millionen FCFA überstiegen“ („tous les projets de construction des infrastructures de base dont le coût de financement dépasse les 500 millions de FCFA“).
Bei den Präsidentschaftswahlen 2009 war er für die Logistik der Kampagne von Sassou-Nguesso verantwortlich, der wiedergewählt wurde.
Im Juli 2011 trat er dem politischen Büro der Parti Congolais du Travail (PCT) bei. Im Oktober desselben Jahres wurde er zudem zum Koordinator der staatlichen Arbeiten (coordonnateur des travaux du gouvernement) ernannt. Diese Position machte Jean-Jacques Bouya nach Ansicht einiger Beobachter, wie beispielsweise dem La Lettre du Continent zum „de facto-Premierminister“.

#### Abgeordneter
Bei den Parlamentswahlen 2012 wurde er im ersten Wahlgang mit 100 % der abgegebenen Stimmen zum Abgeordneten für Tchikapika gewählt, nachdem seine beiden unabhängigen Gegenkandidaten ihre Kandidatur zurückgezogen hatten. Er trat sein Amt in der Nationalversammlung am 5. September 2012 an in Nachfolge von Fulbert Ekondi, der sein Stellvertreter wurde.
Im April 2017 kritisierten die Einwohner von Tchikapika das Vorgehen von Bouya als Abgeordneter während der Generalversammlung der „Bewohner der Dörfer von Tongo Land“ («ressortissants des villages de la terre Tongo»). Sie prangerten insbesondere die Verzögerungen beim Straßenbau, den Mangel an Trinkwasser, die Schwierigkeiten der „Schul- und Gesundheitseinrichtungen, denen es an Kreide, Medikamenten und Personal mangelt“ („le retard dans la construction de routes, le manque d'eau potable, les difficultés des  structures scolaires et sanitaires qui manquent de craies, de produits pharmaceutiques, et de personnel“) an und zeigten sich alarmiert über die „sehr fortgeschrittene Armut“ („état de pauvreté très avancé“) der Bevölkerung. Jean Didier Elongo, Präsident der Vereinigung für die Entwicklung von Tongo Land (ADTT), verteidigt Jean-Jacques Bouya mit der Begründung, dass sich der Bezirk während seiner Amtszeit „stark weiterentwickelt“ („le district a beaucoup évolué“) habe, und gibt seinem Stellvertreter Fulbert Ekondi die ganze Schuld.
Bei den Parlamentswahlen 2017 wurde Jean-Jacques Bouya dennoch im ersten Wahlgang im Wahlkreis Tchikapika mit 100 % der abgegebenen Stimmen wiedergewählt.

#### Minister
Am 25. September 2012 trat Bouya der Regierung bei. Er wurde Minister beim Präsidialamt der Republik, zuständig für Regionalplanung und die Generaldelegation für Großprojekte („Aménagement du territoire et de la Délégation générale aux grands travaux“) In dieser Position fungierte er als „Schnittstelle zu den Geschäftsleuten in Brazzaville und spielte die Rolle des Handelsvertreters im Ausland[...], um Großaufträge in China, Katar oder Brasilien auszuhandeln“ („l’interface avec les hommes d’affaires à Brazzaville et joue le rôle de Voyageur, représentant et placier (VRP) à l’étranger[...] pour négocier d’importants contrats en Chine, au Qatar ou au Brésil“).
In der Umbildung der Regierung am 22. August 2017 wurde er in seinen Posten in der Regierung Mouamba II wiederernannt. Sein Ressort wurde bei dieser Gelegenheit leicht umbenannt, und er wurde Minister für Planung, Raumordnung und Großprojekte. Mit der Ernennung der Regierung Makosso wurde der Bereich „Großprojekte“ aus dem Titel seines Ministeriums gestrichen und durch „Straßeninstandhaltung“ ersetzt. So wurde er Minister für Raumordnung, Infrastruktur und Straßeninstandhaltung. Bei der Umbildung im September 2022 erhielt er den Status eines Staatsministers (ministre d’État).

### Persönliches
Jean-Jacques Bouya war mit Julia Bouya verheiratet. Sie  verstarb am 18. September 2021.

## Kontroverse
Zusammen mit Finanzminister Gilbert Ondongo ist er in mutmaßliche Korruptionsverträge der Nichtregierungsorganisation Public Eye verwickelt (2017).

## Werke
- Discours sur un Congo en chantier. (Rede über einen Kongo im Aufbau) Compilation de 96 discours prononcés par Jean-Jacques Bouya entre 2002 et 2016 lors de l’inauguration de chantiers. (Zusammenstellung von 96 Reden, die Jean-Jacques Bouya zwischen 2002 und 2016 bei der Eröffnung von Baustellen gehalten hat.) Vorwort v. Denis Sassou-Nguesso. 2018.[15]